# Histoire de l'Écosse sous la Restauration

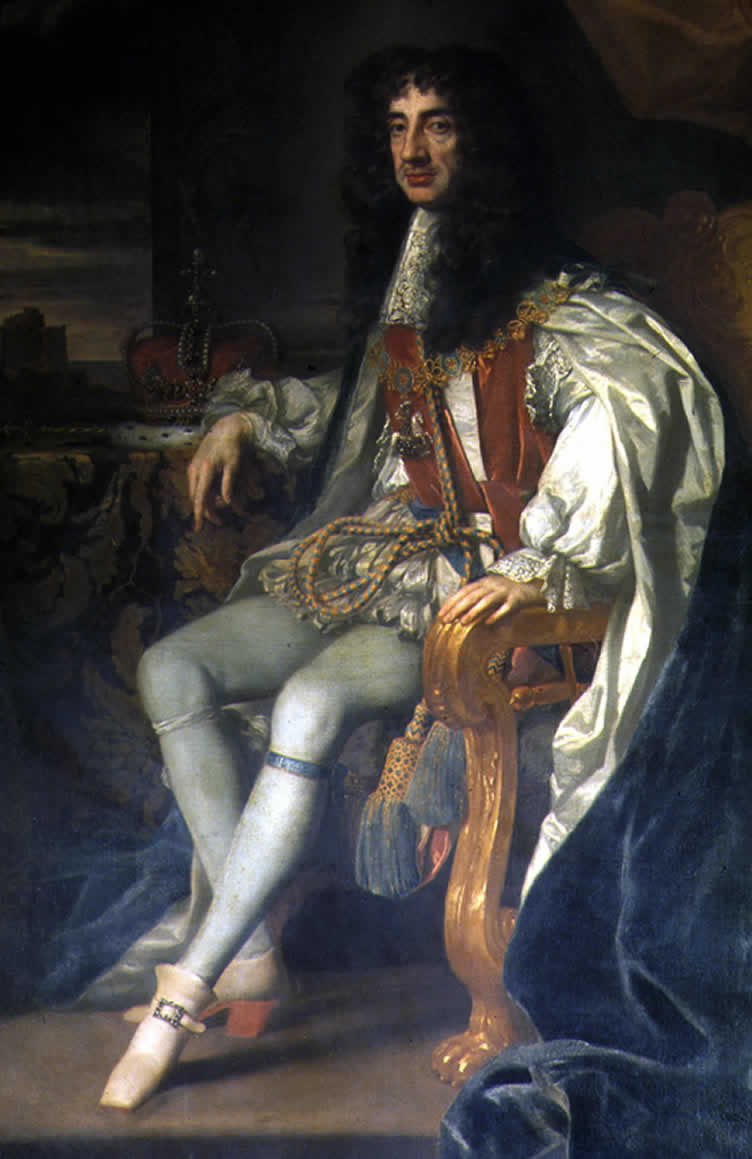
Charles II d'Angleterre

L'histoire de l'Écosse sous la Restauration est la période historique qui correspond à la Restauration de la dynastie des Stuarts sur les trônes d'Angleterre, d'Écosse et d'Irlande. Elle fait suite à l'interrègne, période partagée entre la République que les anglophones désignent sous le nom de Commonwealth et le Protectorat de Cromwell. Elle débute donc avec le retour au pouvoir du roi Charles II en 1660 et se termine traditionnellement par la Glorieuse Révolution de 1689 et la fuite de Jacques II.
Toutefois il convient de prendre en compte les prolongements de ces derniers évènements eu égard aux tentatives de soulèvements initiés par le roi déchu donnant naissance au Jacobitisme, et à la continuation dynastique sous une autre forme par l'avènement des deux filles de Jacques II, Marie et Anne. Le terme de cette période peut ainsi être arrêté à l'acte d'Union de 1707. La destinée de l'Écosse prend en définitive un tour nouveau par la création du royaume de Grande-Bretagne.
Cette période est généralement décrite comme une ère de gouvernement autoritaire, de division religieuse profonde, de dépression économique avec seulement quelques signes de renaissance culturelle à partir des années 1680.

## La fin du Commonwealth
À l'issue de la guerre anglo-écossaise de 1650-1652, Cromwell met fin à l'indépendance de l'Écosse en l'incorporant au Commonwealth d'Angleterre. Le gouvernement local est confié au général Monck qui réprime sans trop de difficulté les soulèvements royalistes dans les Highlands. La mort de Cromwell entraîne l'anarchie en Angleterre. Monck, à la tête de l'armée d'Écosse, intervient à Londres en février 1660 et négocie directement avec Charles II. Par sa déclaration de Bréda, celui-ci promet l'amnistie et le parlement se résout à le rappeler sur le trône. Charles débarque à Douvres le 25 mai 1660.

## Les débuts du règne de Charles II
En Écosse, Charles II reconstitue les anciennes institutions avec un Conseil privé et un Parlement propres. L'Écosse retrouve son indépendance de jure dans le cadre d'une union monarchique personnelle (triple couronne) regroupant l'Angleterre, l'Écosse et l'Irlande. Les droits de douane et les restrictions de circulation des marchandises sont rétablis.
Tenu par la déclaration de Bréda, Charles fait preuve de modération. Cependant, il gardait rancune de son aventure peu glorieuse de 1651 en Écosse où il avait été forcé de prêter serment au Covenant pendant la guerre civile avant d'être couronné roi à Scone. Il fait voter par le Parlement l'abolition de toutes les lois et mesures depuis 1638, allant sur ce point plus loin qu'en Angleterre. Enfin, il décrète trois exceptions à l'amnistie pour le marquis d'Argyll chef du clan Campbell, exécuté par décapitation, le pasteur James Guthrie presbytérien intégriste qui fut pendu et lord Wariston leader de la Kirk réfugié en France, mais extradé par Louis XIV.
Par la suite, préoccupé par les affaires d'Angleterre Charles ne gouverne que par l'intermédiaire de ses délégués.

## Politique religieuse
Pour un article plus général, voir Religion en Écosse.
Le Covenant est déclaré illégal et la hiérarchie épiscopale est rétablie, mais 30 % des pasteurs refusent de prêter serment aux évêques. Charles se garde toutefois d'intervenir dans le domaine de la théologie et de la liturgie, espérant un retour à la paix religieuse. Il est fondamentalement favorable à la liberté de culte et tentera en vain d'imposer à plusieurs reprises des déclarations d'indulgence.
La Kirk d'Écosse reste divisée entre Resolutioners, fidèles au roi, et Protesters ou Remonstrants, opposés à l'intervention du pouvoir civil dans les affaires religieuses. Les pasteurs réfractaires organisent des prêches (coventicules) dans les forêts ou les vallées retirées, qui se transforment parfois en rébellions ouvertes. Le roi hésite entre modération et répression. C'est l'assassinat de l'archevêque James Sharp le 3 mai 1679 qui va déclencher la guerre.

## Les délégués du roi

### Haut-commissaire
Le Haut-commissaire représente le souverain devant le Parlement d'Écosse.
Le premier titulaire est le comte de Middleton. Antipresbytérien, il facilite la mise en place de l'épiscopat. Mais il est disgracié en 1663. Il est remplacé par John Leslie, comte de Rothes. John Leslie occupera ultérieurement le poste de chancelier d'Écosse. Mais le personnage clé est John Maitland, duc de Lauderdale, membre à Londres du ministère de la Cabale. Il occupera les fonctions de haut-commissaire de 1672 à 1682.

### Jacques d'York
En plein complot papiste à Londres, Charles II invite son frère et héritier, le duc d'York à s'éloigner à Édimbourg. Il est nommé Haut-commissaire, mais exerce en toute intelligence avec le roi, les fonctions de vice-roi. Catholique, faisant donc partie d'une minorité religieuse, il gouverne avec modération l'Écosse d'avril 1679 à janvier 1680, puis d'octobre 1680 à mars 1682. Il obtient même du Parlement écossais une loi de succession affirmant le principe héréditaire de la couronne, tout le contraire de la loi d'exclusion que tentait d'imposer le Parlement anglais à la même époque.

## Guerre des cameroniens

### Première guerre
Après quelques insurrections locales, comme celle de Pentland que Lauderdale réprime avec les Highland Host (horde des Highlands), un conflit plus sérieux s'ouvre à la suite de l'assassinat de Sharp. Il prend le nom de guerre des cameroniens, du nom de Richard Cameron, théologien presbytérien radical. Les cameroniens sont commandés par Robert Hamilton, baron de Preston et adoptent une technique de guérilla. Charles II envoie son fils naturel, le duc de Monmouth, avec une armée de 15 000 hommes. Les cameroniens (ou covenantaires) sont écrasés à la bataille de Bothwell Bridge le 22 juin 1679. Environ 1 200 prisonniers sont déportés à la Barbade. Cameron est capturé l'année suivante et exécuté.

### Deuxième guerre
Le conflit larvé rebondit en 1684 à la suite d'un pamphlet du pasteur presbytérien Robert Ferguson déclarant Charles II tyran et parjure. La chasse aux rebelles reprend sans merci. Le covenantaire John Brown est sommairement exécuté en 1685. Les persécutions se poursuivent pendant le règne de Jacques II et ne prennent fin qu'après la Glorieuse Révolution.
Cette période fut par la suite nommée the Killing Time par Robert Wodrow dans son Histoire des souffrances de l’Église d’Écosse de la Restauration à la Révolution qu’il publia en 1721-1722. Les historiens modernes se montrent plus nuancés. Mais c’est une part importante du martyrologe de l’Église d’Écosse.

## Règne de Jacques II
À la mort de Charles II, l'avènement de Jacques II intervient dans un premier temps sans problème aussi bien en Angleterre qu'en Écosse. La tentative de coup de force du comte d'Argyll qui débarque le 26 mai 1686 à Campbeltown, concomitamment à la révolte du duc de Monmouth en Angleterre dans le Devon, est aisément réprimée. Argyll est décapité le 30 juin à Édimbourg.
Adoptant un catholicisme militant, Jacques II instaure le très vénérable ordre du Chardon, puis publie une déclaration d'indulgence sur l'abolition des lois pénales en Écosse en matière de religion. Malgré quelques réticences au sein du Conseil privé, le texte est adopté. Pensant pouvoir imposer la même démarche en Angleterre, Jacques se heurte à un antipapisme plus virulent. L'initiative se tourne contre lui et les lords protestants font appel à son gendre Guillaume, stathouder de Hollande. Le débarquement de celui-ci le 4 janvier 1689 déclenche la Glorieuse Révolution et Jacques II se réfugie en France. Comme pour la Restauration des Stuarts, l'Écosse ne joue aucun rôle dans les événements. Elle est mise devant le fait accompli.

## Le Jacobitisme
Guillaume et Marie, la fille de Jacques, sont proclamés roi et reine d'Écosse le 11 avril 1689. Alors que Jacques II essaie de soulever l'Irlande catholique, John Graham de Claverhouse, surnommé Bonnie Dundee, lutte en Écosse contre ce qu'il considère comme une usurpation. À la tête des Highlanders, il est vainqueur à Killiecrankie le 27 juillet, mais est tué dans l'action. Sans leur chef, les insurgés sont massacrés quelques semaines après.
La pacification est difficile dans les Highlands sur fond d'hostilité clanique entre les Campbell, presbytériens, et les Macdonald, catholiques. Le massacre de Glencoe en 1692 est un épisode célèbre de cette rivalité. Le Jacobitisme restera longtemps une option possible pour l'Écosse, d'autant que des frictions se font jour lorsque le désastre du projet Darién, première tentative de colonisation écossaise, est imputé aux Anglais.

## L'Union
À la mort de Guillaume III en 1702, Anne, la deuxième fille de Jacques II, monte logiquement sur le trône. Jacques II est décédé l'année précédente, et le prétendant jacobite est son fils Jacques, né de sa seconde épouse. Ce dernier est catholique et ne peut donc prétendre à la succession en vertu de l'Acte d'établissement écartant tout prince ou princesse catholique. Mais cette loi propre à l'Angleterre ne s'applique pas à l'Écosse. Le risque était donc réel, à la mort d'Anne, de voir le Parlement écossais offrir la couronne à Jacques.
Malgré une opinion publique hostile à l'Union des deux pays, les États obtinrent un vote positif de leur Parlement respectif pour une fusion des deux royaumes au sein du nouveau royaume de Grande-Bretagne. Les Stuarts étaient définitivement écartés du trône d'Écosse.